# Ellen Kürti
Ellen Kürti (née le 28 juin 1903 à Budapest, date de décès inconnue) est une actrice hongroise ayant fait carrière dans le cinéma germanophone.

## Biographie
Elle arrive en Allemagne à un jeune âge et commence une courte carrière cinématographique à Munich à 19 ans. Au cours des quatre années qui suivent, elle joue un certain nombre de rôles de figuration et de rôles principaux dans des productions bavaroises. Elle se distingue dans Celles qu'on épouse pas. Ellen Kürti se rend à Berlin, où de 1927 à la fin de l'ère du cinéma muet, elle reçoit des rôles principaux dans des productions pour la plupart mineures, à l'exception de l'ambitieuse production politique Feme de Richard Oswald. À partir de 1928, après un petit rôle dans un film de Henny Porten, sa carrière s'arrête, Ellen Kürti disparaît de la vue du public.

## Filmographie
- 1922 : Um Liebe und Thron
- 1923 : Das Wirtshaus im Spessart (de)
- 1923 : Zwischen Flammen und Bestien
- 1923 : Celles qu'on n'épouse pas
- 1923 : Das rollende Schicksal
- 1924 : Sklaven der Liebe
- 1925 : Hochstapler wider Willen
- 1925 : Frauen, die nicht lieben dürfen
- 1926 : Die Fürstin der Riviera
- 1926 : Das deutsche Mutterherz
- 1926 : La Bayadère
- 1926 : Der fesche Erzherzog
- 1927 : Erinnerungen einer Nonne (de)[3]
- 1927 : Hotelratten
- 1927 : Die Königin des Varietés
- 1927 : Das Spielzeug schöner Frauen
- 1927 : Ein Tag der Rosen im August … da hat die Garde fortgemußt (de)
- 1927 : Feme (de)
- 1927 : Die Ehe einer Nacht
- 1928 : Le Cirque d'épouvante (de)
- 1928 : Liebe und Diebe (de)